# 慈音尼兼葭
慈音尼兼葭（じおんにけんか、1716年(享保元年) - 1778年(安永七年)）は江戸時代の心学者。
慈音尼は近江国琵琶湖畔の吉田村の造り酒屋に生まれ、裕福な暮らしを送っていた。
しかし彼女が8歳のときに母親と死別。
その母の供養にやってきた坊主のお経がきっかけで、母が幸せになるならとお経を読むようになり、出家願望が沸く。
14歳のとき、縁談を断りを自分で断髪し、16歳に念願かなって出家。しかし親類には反対されていたため、家出同然の覚悟で京都西賀茂、楽師山の自秀のもとで修行。次に近江国沢山の曹洞宗、南泉桃谷と師を変え、最終的に石田梅岩の「石門心学」にめぐり合い、講座に通うようになり、弟子入りし、悟りを開く。
梅岩が病気で死去すると（慈音尼29歳）、江戸で布教活動を単身行う。10年ほど布教活動や講義を行ったが、京都に帰ると「兼葭反古集」を執筆する。これはのちに改名されて「道得問答」と呼ばれることになる。
常に好奇心と向上心に溢れ、挑戦し続けた慈音尼だが、体が丈夫ではなかったため、志半ばにして琵琶湖畔へと帰郷し、その生涯を静かに閉じた。享年63だった。